# Félicia au soleil couchant

Félicia au soleil couchant est un roman historique de Juliette Benzoni paru en 1987. Il compose le troisième et dernier volet de la trilogie Les Loups de Lauzargues.